# InterSky
InterSky (Intersky Luftfahrt GmbH) je bila avstrijska nizkocenovna letalska družba. Sedež podjetja je bil v Bregenzu, Vorarlberg. Glavno letališče družbe je  bilo Letališče Friedrichshafen.

## Zgodovina
Intersky je bil ustanovljen novembra 2001. Prvi let je družba imela 25. marca 2002. Leta 2015 je letalska družba zaradi finančnih težav prenehala z delovanjem.

## Destinacije
- Avstrija

Gradec, Salzburg
- Nemčija

Berlin-Tegel, Düsseldorf, Friedrichshafen, Hamburg
- Švica

Zürich

## Flota
Floto so sestavljala 3 letala Dash 8Q-300 in 2 letali ATR 72-600.

## Lastništvo
Lastništvo družbe je bilo razporejeno na: Renate Moser (50%), Rolf Seewald (35%) in ostali (15%). 